# 香水博物館

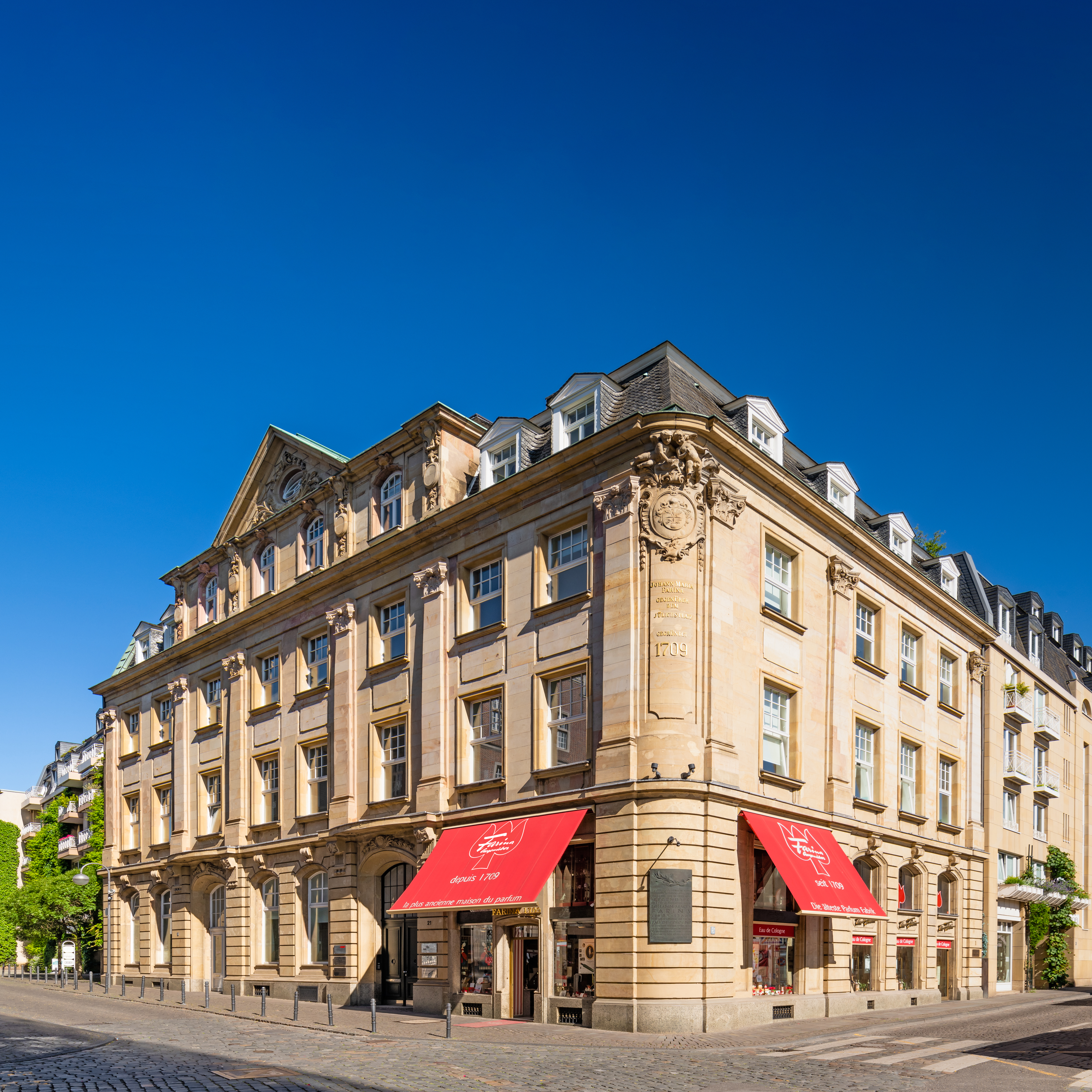
香水博物館

香水博物館（Farina Fragrance Museum）是一座位於科隆市政廳對面的博物館，鄰近著名的瓦爾拉夫-里夏茨博物館。博物館的建築曾是一座香水公司的工廠和辦公樓。博物館展示大量有關香水的展品，主要有關香水的歷史和香水的生產技術。
2006年11月25日，为纪念John Maria Farina逝世240周年，Farina House 在“德国之地”项目范围内被选为“待定之地”。